# Fianoniella stenognatha
Fianoniella stenognatha är en stekelart som beskrevs av Bordera 1998. Fianoniella stenognatha ingår i släktet Fianoniella och familjen brokparasitsteklar. Inga underarter finns listade i Catalogue of Life.